# Isabella Acres
Isabella Acres (Atlanta, 2001. február 21. –) amerikai színésznő.
Legismertebb alakítása Mirabelle Harris a 2016-os The Kicks sorozatban. A Szófia hercegnő című sorozatban is szerepelt.

## Fiatalkora
Acres Atlantában született. Már fiatalkorában megszerette a színészetet. Acresnek van egy húga, Ava, aki szintén színésznő.
Acres leginkább Rose Crisp sorozatában lett ismert a Better Off Ted-ben, ahol Ted hétéves kislányán alakította. A sorozat első évada 2009 augusztusában fejeződött be, a második évad 2010 januárjában kezdődött.

## Karrier
Acres 2007-ben megjelent a Monk – A flúgos nyomozó és a A mentalista egyik epizódjában, valamint a Hannah Montana című nagy sikerű televíziós sorozatban. Acres-t 2009-ben jelölték a Young Artist Award díjra A mentalista című sorozatban nyújtott teljesítményéért.
A Fox Érintés című sorozatának második évadjában Soleil Friedman szerepét játszotta.
2016-ban Mirabelle Harrist alakította az Amazon Studios The Kicks című televíziós sorozatában.

## Filmográfia

### Film
| Év   | Magyar cím                                    | Eredeti cím                           | Szerep              | Magyar hang  |
| ---- | --------------------------------------------- | ------------------------------------- | ------------------- | ------------ |
| 2016 |                                               | The Meanest Man in Texas              | Ruthie Welsey       |              |
| 2015 |                                               | Hello, My Name Is Doris               | Vivian              |              |
| 2014 |                                               | Home                                  | lány                |              |
| 2013 | Scooby-Doo: Az operaház fantomjai             | Scooby-Doo! Stage Fright              | Emma Gale (hang)    | Kántor Kitty |
| 2012 |                                               | A Monster Christmas                   | Lilly (hang)        |              |
| 2011 |                                               | Beyond the Blackboard                 | Dana                |              |
| 2010 | A jövő                                        | The Future                            | Gabriella           |              |
| 2010 | Szabadítsátok ki Willyt! – A Kalóz-öböl akció | Free Willy: Escape from Pirate's Cove | Kirra Cooper (hang) |              |
| 2007 |                                               | Life with Fiona                       | táncoló lány        |              |
| 2007 | Télbratyó                                     | Fred Claus                            | kicsi lány          |              |
| 2007 | A sötétség 30 napja                           | 30 Days of Night                      | kicsi vámpír lány   |              |
| 2006 | Nagypályás kiskutyák                          | Air Buddies                           | Rosebud (hang)      |              |

### Televízió
| Év         | Magyar cím                     | Eredeti cím                      | Szerep                           | Megjegyzések                                          |
| ---------- | ------------------------------ | -------------------------------- | -------------------------------- | ----------------------------------------------------- |
| 2016       |                                | The Kicks                        | Mirabelle Harris                 | főszereplő                                            |
| 2014       |                                | The Spoils of Babylon            | Cynthia Morehouse                | minisorozat                                           |
| 2013–2018  | Szófia hercegnő                | Sofia the First                  | Jade (hang)                      | mellékszereplő magyar hangja Vida Sára                |
| 2013       | Érintés                        | Touch                            | Soleil Friedman                  | mellékszereplő                                        |
| 2011       | Összeesküvés                   | The Event                        | Mary                             | 1 epizód: The Beginning of the End                    |
| 2011       | Kalandra fel!                  | Adventure Time                   | Buborék hercegnő fiatalon (hang) | 3 epizód                                              |
| 2011       | A semmi közepén                | The Middle                       | Autumn Wagner                    | 1 epizód: Valentin nap II.                            |
| 2011       | Született feleségek            | Desperate Housewives             | Jenny Hunter-McDermott           | 3 epizód                                              |
| 2010, 2012 | Scooby-Doo: Rejtélyek nyomában | Scooby-Doo! Mystery Incorporated | Mary Anne Gleardan (hang)        | 2 epizód                                              |
| 2009–2015  | Phineas és Ferb                | Phineas and Ferb                 | Katie (hang)                     | 5 epizód                                              |
| 2009–2010  |                                | Better Off Ted                   | Rose Crisp                       | mellékszereplő                                        |
| 2008       | Hannah Montana                 | Hannah Montana                   | kislány                          | 1 epizód: Magassági Probléma                          |
| 2008       | A mentalista                   | The Mentalist                    | Charlotte Jane                   | 1 epizód: Vörös erdő                                  |
| 2007       | Monk – A flúgos nyomozó        | Monk                             | kisgyerek                        | 1 epizód: Mr. Monk és az ember, aki lelőtte a Télapót |